# ميترك

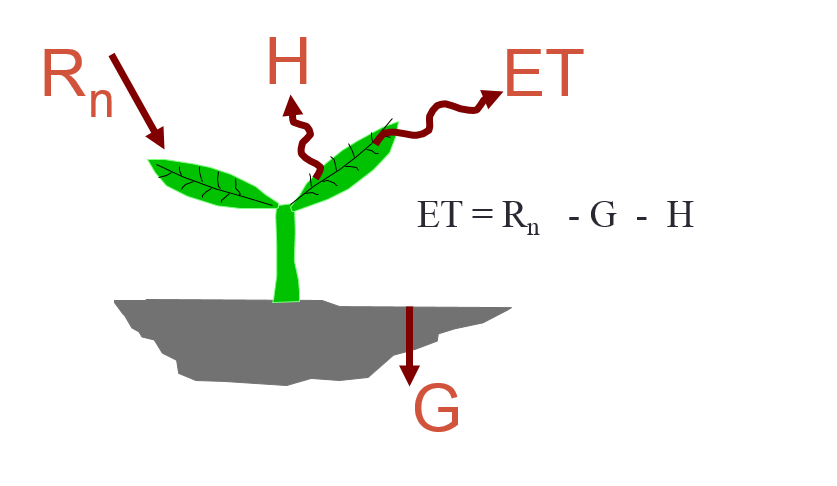

ميترك هو نموذج حاسوب طورته جامعة إيداهو (رسم خرائط التبخر النتحي بدقة عالية بواسطة المعايير الداخلية) يقوم على استخدام بيانات القمر الصناعي لاندسات لحوسبة التبخر النتحي وتخطيطه (ET).
1. ↑  Idaho Department of Water Resources - Mapping Evapotranspiration نسخة محفوظة 19 مايو 2017 على موقع واي باك مشين.